# Carolina de Legnica-Brieg
Carlota de Liegnitz-Brieg-Wohlau (nacida el 2 de diciembre de 1652 en Brieg , † 24 de diciembre de 1707 en Breslau ) fue duquesa de Liegnitz , Brieg y Wohlau y por matrimonio duquesa de Schleswig-Holstein-Sonderburg-Wiesenburg .

## Biografía
Sus padres fueron el duque Christian von Liegnitz, Brieg y Wohlau y Luise de Anhalt , hija del príncipe Johann Kasimir . Unos meses después de la muerte de su padre, se casó en secreto el 14 de julio de 1672 con el duque Friedrich von Holstein-Sonderburg-Wiesenburg.(1652-1724), a quien conoció a fines de 1671, cuando él llegó al castillo Brieger de sus padres mientras viajaba a Hungría. La boda tuvo lugar sin el conocimiento de la madre de Charlotte por la noche en el castillo de Brieger. Aunque la novia y el novio eran protestantes, la boda fue realizada por un sacerdote católico. Como resultado, la duquesa Luise se metió en problemas. Sus asesores fueron acusados de no haber abogado por el fin de su reinado. Estas circunstancias eventualmente llevaron al hecho de que el hermano menor de Charlotte, Georg Wilhelm, fue declarado prematuramente, por lo que podría hacerse cargo del gobierno de forma independiente en los tres principados.
Después de largas disputas, la relación matrimonial entre Charlotte y el duque Friedrich se legalizó con un contrato de matrimonio formal del 10 de mayo de 1673. Este contrato de matrimonio se firmó el 15 de julio 1673 el emperador Leopoldo I reconocido. El 12 de enero de 1674, Charlotte dio a luz a un hijo, que recibió el primer nombre imperial Leopold (1674-44).
La duquesa Charlotte, que en años posteriores vivió separada de su esposo, murió en 1707 en Wroclaw. Su cuerpo fue enterrado en la Capilla Hedwig del Monasterio Trebnitz . En la cripta del príncipe de Liegnitzer Johanneskirche está representada en una estatua de alabastro.
Charlotte fue la última duquesa de la familia de la dinastía Silesia Piast , que existió en la tribu masculina con la muerte de su hermano Georg Wilhelm I en 1675 solo en la descendencia no matrimonial.